# ابن القلانسي
ابن القَلانسي (463 - 555 هـ / 1071 - 27 مارس1160 م) هو مؤرخ وأديب دمشقي.
هو حمزة بن أسد بن عليّ بن محمد التميمي، أبو يعلى. من أسرة دمشقية. مات في دمشق ودفن في سفح جبل قاسيون.
أشهر آثاره «المذيل في تاريخ دمشق» الذي يُعرف خطأ باسم «ذيل تاريخ دمشق».